# Selección femenina de fútbol de Uzbekistán
La selección femenina de fútbol de Uzbekistán es un equipo femenino de fútbol de la asociación que representa a Uzbekistán y está controlado por la Federación de Fútbol de Uzbekistán (UFF).

## Estadísticas

### Copa Mundial Femenina de Fútbol
| Edición | Resultado               | Posición                | PJ                      | PG                      | PE                      | PP                      | GF                      | GC                      |
| ------- | ----------------------- | ----------------------- | ----------------------- | ----------------------- | ----------------------- | ----------------------- | ----------------------- | ----------------------- |
| 1991    | No existía la selección | No existía la selección | No existía la selección | No existía la selección | No existía la selección | No existía la selección | No existía la selección | No existía la selección |
| 1995    | No existía la selección | No existía la selección | No existía la selección | No existía la selección | No existía la selección | No existía la selección | No existía la selección | No existía la selección |
| 1999    | No clasificó            | No clasificó            | No clasificó            | No clasificó            | No clasificó            | No clasificó            | No clasificó            | No clasificó            |
| 2003    | No clasificó            | No clasificó            | No clasificó            | No clasificó            | No clasificó            | No clasificó            | No clasificó            | No clasificó            |
| 2007    | No clasificó            | No clasificó            | No clasificó            | No clasificó            | No clasificó            | No clasificó            | No clasificó            | No clasificó            |
| 2011    | No clasificó            | No clasificó            | No clasificó            | No clasificó            | No clasificó            | No clasificó            | No clasificó            | No clasificó            |
| 2015    | No clasificó            | No clasificó            | No clasificó            | No clasificó            | No clasificó            | No clasificó            | No clasificó            | No clasificó            |
| 2019    | No clasificó            | No clasificó            | No clasificó            | No clasificó            | No clasificó            | No clasificó            | No clasificó            | No clasificó            |
| 2023    | No clasificó            | No clasificó            | No clasificó            | No clasificó            | No clasificó            | No clasificó            | No clasificó            | No clasificó            |
| 2027    | Por disputarse          | Por disputarse          | Por disputarse          | Por disputarse          | Por disputarse          | Por disputarse          | Por disputarse          | Por disputarse          |
| Total   | 0/9                     | -                       | -                       | -                       | -                       | -                       | -                       | -                       |

### Copa Asiática Femenina de la AFC
| Edición | Resultado               | Posición                | PJ                      | PG                      | PE                      | PP                      | GF                      | GC                      |
| ------- | ----------------------- | ----------------------- | ----------------------- | ----------------------- | ----------------------- | ----------------------- | ----------------------- | ----------------------- |
| 1975    | No existía la selección | No existía la selección | No existía la selección | No existía la selección | No existía la selección | No existía la selección | No existía la selección | No existía la selección |
| 1977    | No existía la selección | No existía la selección | No existía la selección | No existía la selección | No existía la selección | No existía la selección | No existía la selección | No existía la selección |
| 1979    | No existía la selección | No existía la selección | No existía la selección | No existía la selección | No existía la selección | No existía la selección | No existía la selección | No existía la selección |
| 1981    | No existía la selección | No existía la selección | No existía la selección | No existía la selección | No existía la selección | No existía la selección | No existía la selección | No existía la selección |
| 1983    | No existía la selección | No existía la selección | No existía la selección | No existía la selección | No existía la selección | No existía la selección | No existía la selección | No existía la selección |
| 1986    | No existía la selección | No existía la selección | No existía la selección | No existía la selección | No existía la selección | No existía la selección | No existía la selección | No existía la selección |
| 1989    | No existía la selección | No existía la selección | No existía la selección | No existía la selección | No existía la selección | No existía la selección | No existía la selección | No existía la selección |
| 1991    | No existía la selección | No existía la selección | No existía la selección | No existía la selección | No existía la selección | No existía la selección | No existía la selección | No existía la selección |
| 1993    | No existía la selección | No existía la selección | No existía la selección | No existía la selección | No existía la selección | No existía la selección | No existía la selección | No existía la selección |
| 1995    | Fase de grupos          | 7.º                     | 3                       | 1                       | 0                       | 2                       | 1                       | 23                      |
| 1997    | Fase de grupos          | 8.º                     | 3                       | 1                       | 0                       | 2                       | 2                       | 17                      |
| 1999    | Fase de grupos          | 6.º                     | 4                       | 3                       | 0                       | 1                       | 9                       | 6                       |
| 2001    | Fase de grupos          | 7.º                     | 3                       | 2                       | 0                       | 1                       | 9                       | 11                      |
| 2003    | Fase de grupos          | 13.º                    | 3                       | 0                       | 0                       | 3                       | 2                       | 21                      |
| 2006    | No participó            | No participó            | No participó            | No participó            | No participó            | No participó            | No participó            | No participó            |
| 2008    | No participó            | No participó            | No participó            | No participó            | No participó            | No participó            | No participó            | No participó            |
| 2010    | No clasificó            | No clasificó            | No clasificó            | No clasificó            | No clasificó            | No clasificó            | No clasificó            | No clasificó            |
| 2014    | No clasificó            | No clasificó            | No clasificó            | No clasificó            | No clasificó            | No clasificó            | No clasificó            | No clasificó            |
| 2018    | No clasificó            | No clasificó            | No clasificó            | No clasificó            | No clasificó            | No clasificó            | No clasificó            | No clasificó            |
| 2022    | No clasificó            | No clasificó            | No clasificó            | No clasificó            | No clasificó            | No clasificó            | No clasificó            | No clasificó            |
| Total   | 5/20                    | 12.º                    | 16                      | 7                       | 0                       | 9                       | 23                      | 78                      |

## Últimos y próximos encuentros
Actualizado al último partido jugado el 4 de junio de 2024
| Fecha      | Ciudad    | Local      | Resultado | Visitante  | Competición                      |
| ---------- | --------- | ---------- | --------- | ---------- | -------------------------------- |
| 26-10-2023 | Taskent   | Uzbekistán | 1:0       | Vietnam    | Torneo Preolímpico Femenino 2024 |
| 29-10-2023 | Taskent   | Uzbekistán | 0:2       | Japón      | Torneo Preolímpico Femenino 2024 |
| 01-11-2023 | Taskent   | India      | 0:3       | Uzbekistán | Torneo Preolímpico Femenino 2024 |
| 24-02-2024 | Taskent   | Uzbekistán | 0:3       | Australia  | Torneo Preolímpico Femenino 2024 |
| 28-02-2024 | Melbourne | Australia  | 10:0      | Uzbekistán | Torneo Preolímpico Femenino 2024 |
| 31-05-2024 | Taskent   | Uzbekistán | 3:0       | India      | Partido amistoso                 |
| 04-06-2024 | Taskent   | Uzbekistán | 0:0       | India      | Partido amistoso                 |